# Гусейнов, Магомед Абдурашидович
Магомед Абдурашидович Гусейнов (1903 год, с. Кумух, Казикумухский округ, Дагестанская область, Российская империя — СССР) — Председатель Махачкалинского горисполкома (1957—1961). По национальности — лакец.

## Биография
Родился в 1903 году в с. Кумух Казикумухского округа. В 1915 году окончил Тифлисское коммерческое училище, в 1934 году - Всесоюзную финансовую академию в Ленинграде. С 1934 по 1951 годы работал начальником сектора бюджета и финансов Наркомфина, заместителем наркома финансов, председателем Госплана. С 1951 по 1954 годы работал министром финансов Дагестанской АССР. С 1954 по 1957 годы занимал должность первого заместителя председателя Махачкалинского горисполкома, а с 1957 по 1961 годы Председателем. Далее работал заместителем председателя правления Дагпотребсоюза.

## Награды и медали
- Орден Трудового Красного Знамени.
- Медаль «За оборону Кавказа».
- Медаль «За доблестный труд в Великой Отечественной войне 1941—1945 гг.»
- Медаль «За трудовое отличие»